# ドージマ地下センター

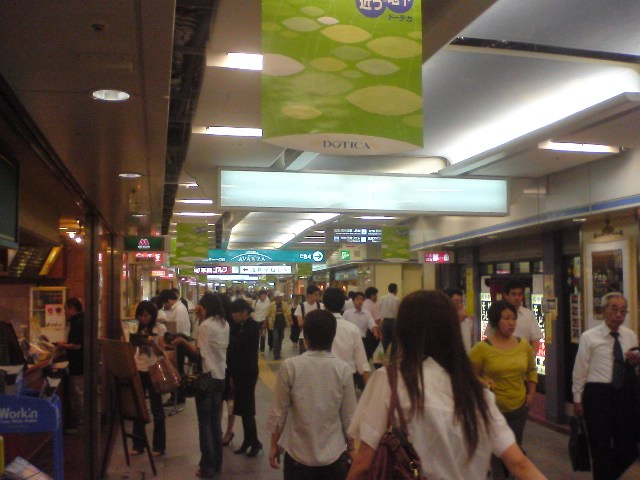
ドージマ地下センター

ドージマ地下センター（ドージマちかセンター）は、大阪市北区堂島1丁目にある地下街である。
大阪市の第三セクターである（2018年4月1日より純民間会社化の上で大阪市高速電気軌道（Osaka Metro）の子会社となる）大阪地下街と毎日ビルディング（毎日新聞社子会社）が折半出資した株式会社ドーチカが運営・保守管理をしていた。
2020年7月1日株式会社ドーチカは大阪地下街株式会社と合併し、大阪地下街株式会社が運営・保守管理をしている。

## 概要
桜橋交差点（国道2号と四つ橋筋の交点）から南へ伸びる全長約0.3kmの地下街で、愛称は「ドーチカ」。開業は1966年（昭和41年）。中央部は物販店、両端部には飲食店を中心に52店舗がテナントになっている。梅田の他の地下街同様、商業ビルや駅コンコース等を通じてホワイティうめだ・ディアモール大阪などの地下街と繋がっている。
また、2008年（平成20年）10月に開業した京阪中之島線渡辺橋駅とは地下連絡通路を設ける計画案が内閣に設置された都市再生本部で提案されており、その後計画が実現し、中之島地下街を通じて四つ橋線肥後橋駅とも連絡できるようになった。
第3日曜日は全店舗共通の定休日となっているが、一部の店舗は全日曜日を定休日としている。

## 沿革
- 1964年6月8日、堂島地下街株式会社設立。
- 1966年7月、ドージマ地下センター開業。
- 1999年6月、第1期改装工事によりリニューアルオープン。
- 2003年3月、全面改装工事によりグランドオープン[1]。
- 2017年6月、株式会社ドーチカに社名変更。
- 2020年7月、大阪地下街株式会社と合併[6]。

## コマーシャルソング
- 大阪の街「堂島」（歌：奥村チヨ）
  - 1966年11月15日に完成した[7]。
  - この曲と坂本九の「世界の国からこんにちは」を収録したソノシートが制作された[8]。
  - CDでは、奥村のアルバム『ベスト・セレクション』（2002年4月25日発売）のボーナス・トラックとして収録されている。

## キャラクター
創業50周年を迎えた2016年、「堂島ちか」（ちかちゃん）というマスコットキャラクターが発表された。

## 交通
- Osaka Metro四つ橋線 西梅田駅
- JR西日本JR東西線 北新地駅
- 京阪中之島線 渡辺橋駅（地上経由）

## 接続する商業ビル
- 西梅田MIDビル（旧桜橋東洋ビル）
- 堂島アバンザ
- 近鉄堂島ビル
- ホテルエルセラーン大阪
- 堂島グランドビル
- 紀陽ビル（中日新聞大阪支社）